# Harrachov
Harrachov (tyska Harrachsdorf) är en stad belägen vid Mumlavafloden i Tjeckien, 4 kilometer från gränsen till Polen. Den är belägen i bergskedjan Krkonoše, omkring 700 meter över havsnivån. Per den 1 januari 2016 hade staden 1 470 invånare.
Platsen är i dag en vintersportort, bland annat har världscupdeltävlingar i backhoppning och nordisk kombination hållits här.